# تري بايرز
تري بايرز (بالإنجليزية: Trai Byers)‏ مواليد 19 يوليو 1983 في كانساس سيتي، هو ممثل أمريكي بدأ مسيرته الفنية عام 2009.

## الأعمال
- 90210
- سيلما

## وصلات خارجية
- تري بايرز على موقع IMDb (الإنجليزية)
- تري بايرز على موقع ألو سيني (الفرنسية)
- تري بايرز على موقع أول موفي (الإنجليزية)
- تري بايرز على موقع قاعدة بيانات الفيلم (الإنجليزية)